# Klippfische
Die Klippfische oder Kelpfische (Clinidae) bewohnen mit 26 Gattungen und fast 90 Arten gemäßigte Regionen des Atlantiks, des Indischen Ozeans und des Pazifiks, sowohl in der nördlichen wie auch der südlichen Hemisphäre. Nur vier Arten leben im tropischen Indopazifik. Bevorzugte Lebensräume sind Felsküsten und Weichböden.

## Aussehen
Wie bei den Beschuppten Schleimfischen (Labrisomidae), die früher zu den Clinidae gerechnet wurden, ist ihr Körper beschuppt. Klippfische haben unverzweigte Flossenstrahlen, bei der Rückenflosse ist der hartstrahlige Teil immer länger als der weichstrahlige. Die größte Art Heterostichus rostratus wird 60 Zentimeter lang. Die übrigen Arten bleiben deutlich kleiner.

## Fortpflanzung
Bei den Cliniden gibt es sowohl Eier legende, als auch lebendgebärende Arten. Männchen der lebendgebärenden haben ein Kopulationsorgan. Die Larven schlüpfen im Mutterleib aus den Eiern und werden nach der Metamorphose zum Jungfisch geboren.
Andere Klippfische heften die Eier mit Klebefäden an Pflanzen. Dazu gehört der im Mittelmeer lebende Clinitrachus argentatus. Weder die Eier legenden noch die lebendgebärenden Arten betreiben Brutpflege.

## Gattungen und Arten
- Tribus Clinini
  - Blennioclinus Gill, 1860

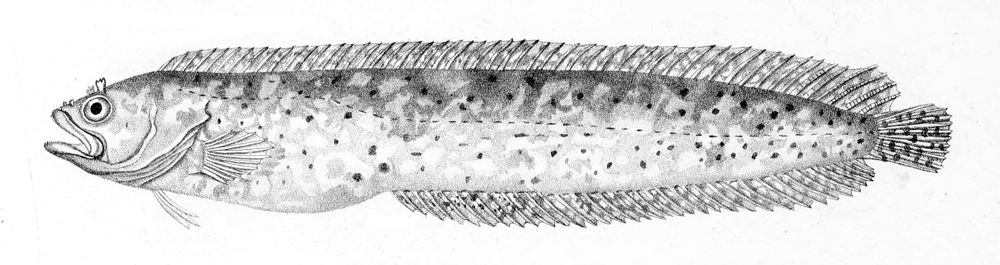
Blennophis anguillaris

    - Blennioclinus brachycephalus (Valenciennes, 1836)
    - Blennioclinus stella Smith, 1946

  - Blennophis Swainson, 1839
    - Blennophis anguillaris (Valenciennes, 1836)
    - Blennophis striatus (Gilchrist & Thompson, 1908)

  - Cancelloxus Smith, 1961
    - Cancelloxus burrelli Smith, 1961
    - Cancelloxus elongatus Heemstra & Wright, 1986
    - Cancelloxus longior Prochazka & Griffiths, 1991

  - Cirrhibarbis Valenciennes in Cuvier & Valenciennes, 1836
    - Cirrhibarbis capensis Valenciennes, 1836

  - Climacoporus Barnard, 1935
    - Climacoporus navalis Barnard, 1935

  - Clinoporus Barnard, 1927
    - Clinoporus biporosus (Gilchrist & Thompson, 1908)

  - Clinus Cuvier, 1816Clinus venustris

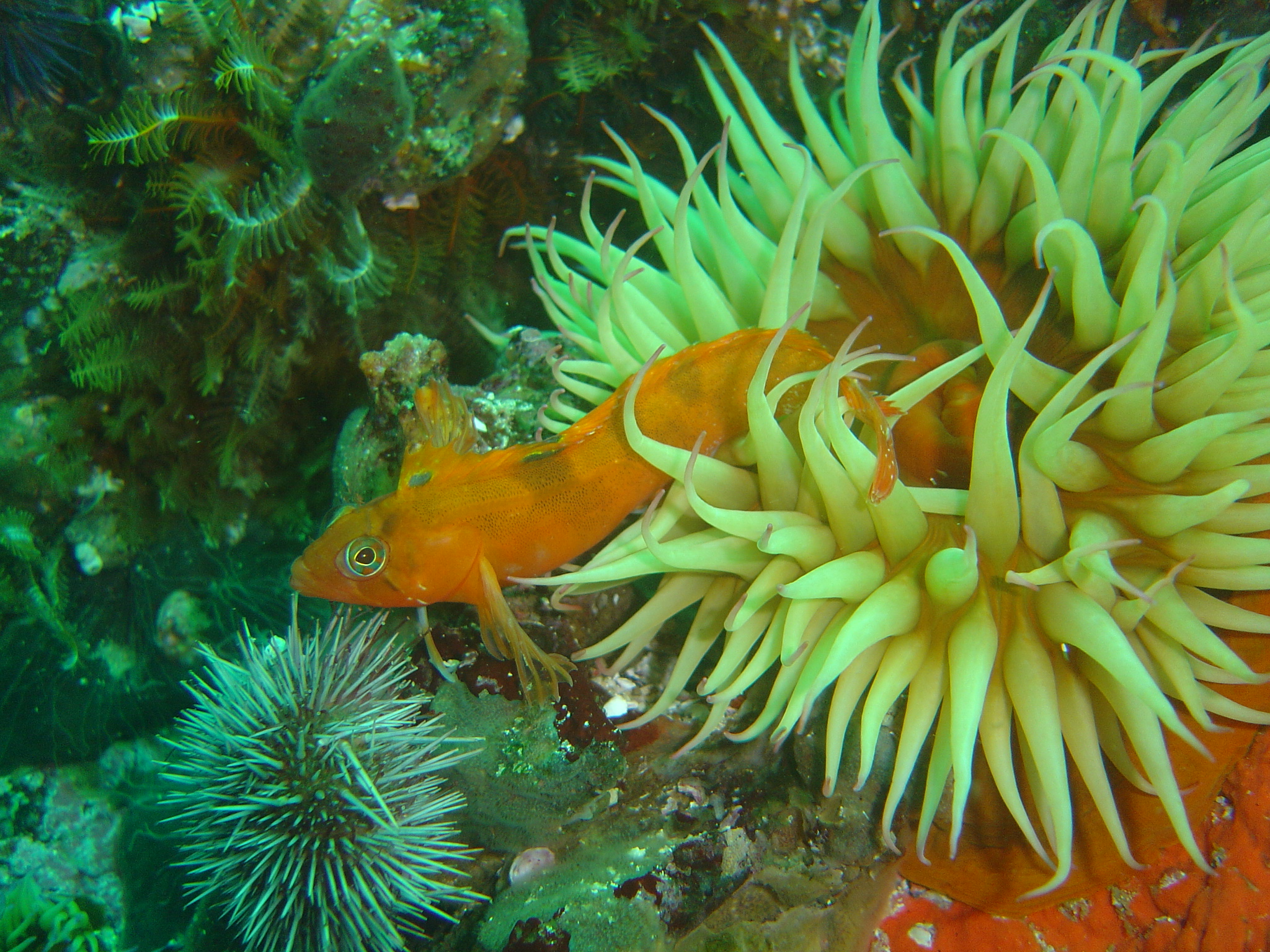
Clinus venustris

    - Clinus acuminatus (Bloch & J. G. Schneider, 1801)
    - Clinus agilis J. L. B. Smith, 1931
    - Clinus arborescens Gilchrist & W. W. Thompson, 1908
    - Clinus berrisfordi M. L. Penrith, 1967
    - Clinus brevicristatus Gilchrist & W. W. Thompson, 1908
    - Clinus cottoides Valenciennes, 1836
    - Clinus exasperatus Holleman, von der Heyden & Zsilavecz, 2012
    - Clinus helenae (J. L. B. Smith, 1946)
    - Clinus heterodon Valenciennes, 1836
    - Clinus latipennis Valenciennes, 1836
    - Clinus musaicus Holleman, von der Heyden & Zsilavecz, 2012
    - Clinus nematopterus Günther, 1861
    - Clinus robustus Gilchrist & W. W. Thompson, 1908
    - Clinus rotundifrons Barnard, 1937
    - Clinus spatulatus B. A. Bennett, 1983
    - Clinus superciliosus (Linnaeus, 1758)
    - Clinus taurus Gilchrist & W. W. Thompson, 1908
    - Clinus venustris Gilchrist & W. W. Thompson, 1908
    - Clinus woodi (J. L. B. Smith, 1946)

  - Cologrammus Gill, 1893
    - Cologrammus flavescens (Hutton, 1872)

  - Cristiceps Valenciennes in Cuvier & Valenciennes, 1836Cristiceps australis

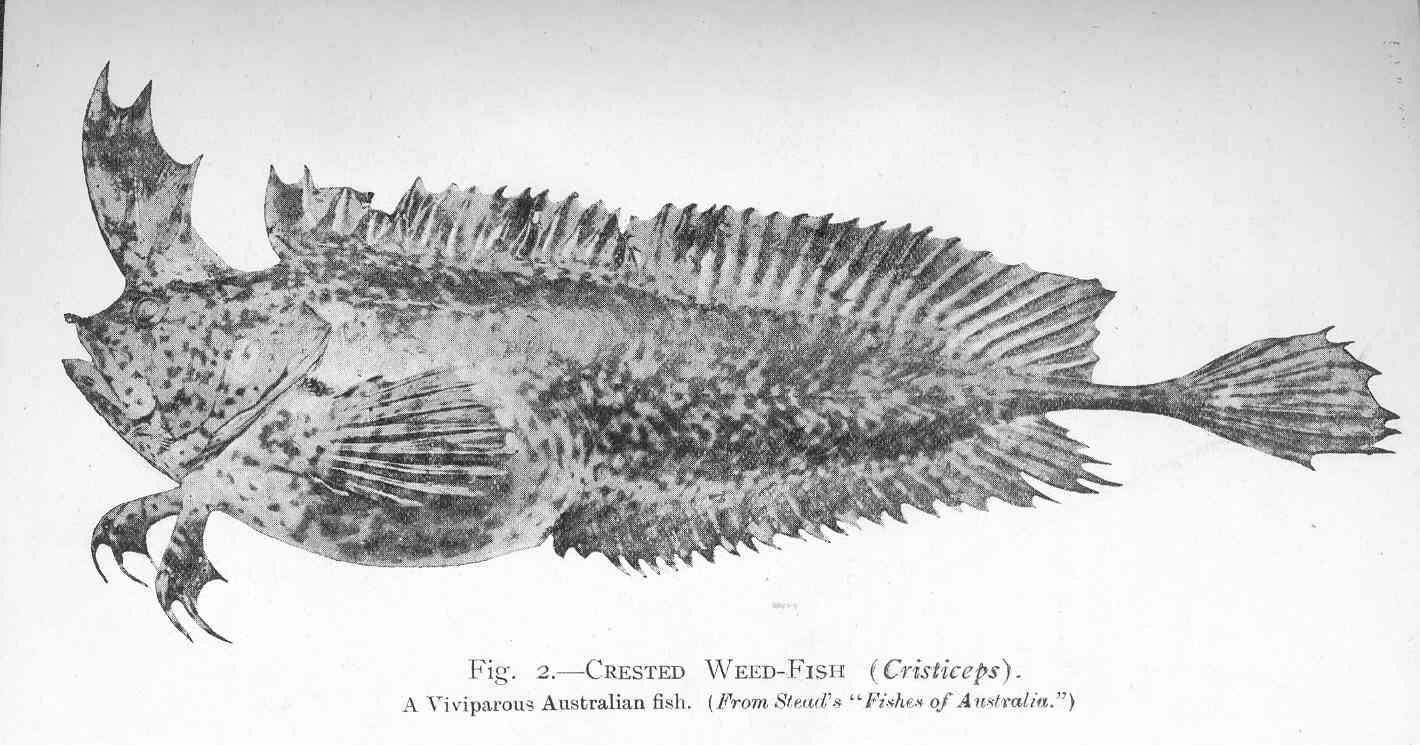
Cristiceps australis

    - Cristiceps argyropleura Kner, 1865
    - Cristiceps aurantiacus Castelnau, 1879
    - Cristiceps australis Valenciennes, 1836

  - Ericentrus Gill, 1893
    - Ericentrus rubrus (Hutton, 1872)

  - Fucomimus Smith, 1946
    - Fucomimus mus (Gilchrist & Thompson, 1908)

  - Heteroclinus Castelnau, 1872Heteroclinus roseus

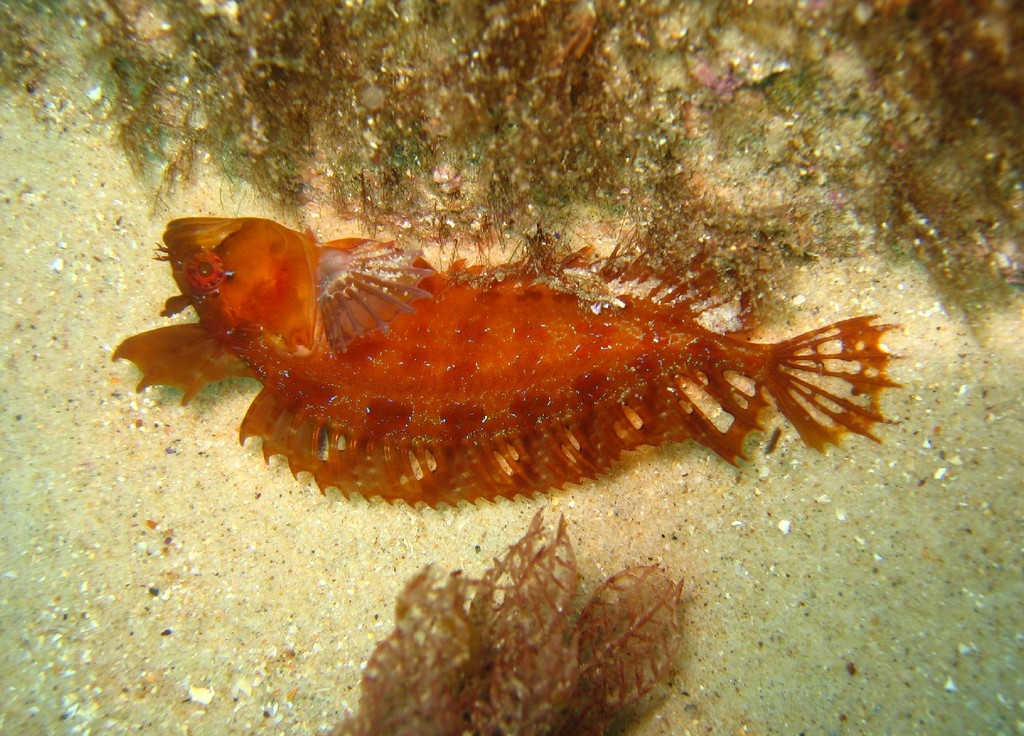
Heteroclinus roseus

    - Heteroclinus adelaidae Castelnau, 1872
    - Heteroclinus antinectes (Günther, 1861)
    - Heteroclinus eckloniae (McKay, 1970)
    - Heteroclinus equiradiatus (Milward, 1960)
    - Heteroclinus fasciatus (W. J. Macleay, 1881)
    - Heteroclinus flavescens (F. W. Hutton, 1872)
    - Heteroclinus heptaeolus (J. D. Ogilby, 1885)
    - Heteroclinus johnstoni (Saville-Kent, 1886)
    - Heteroclinus kuiteri Hoese & Rennis, 2006
    - Heteroclinus macrophthalmus Hoese, 1976
    - Heteroclinus marmoratus (Klunzinger, 1872)
    - Heteroclinus nasutus, (Günther, 1861)
    - Heteroclinus perspicillatus (Valenciennes, 1836)
    - Heteroclinus puellarum (E. O. G. Scott, 1955)
    - Heteroclinus roseus (Günther, 1861)
    - Heteroclinus tristis (Klunzinger, 1872)
    - Heteroclinus whiteleggii (J. D. Ogilby, 1894)
    - Heteroclinus wilsoni (A. H. S. Lucas, 1891)

  - Muraenoclinus Smith, 1946
    - Muraenoclinus dorsalis (Bleeker, 1860)

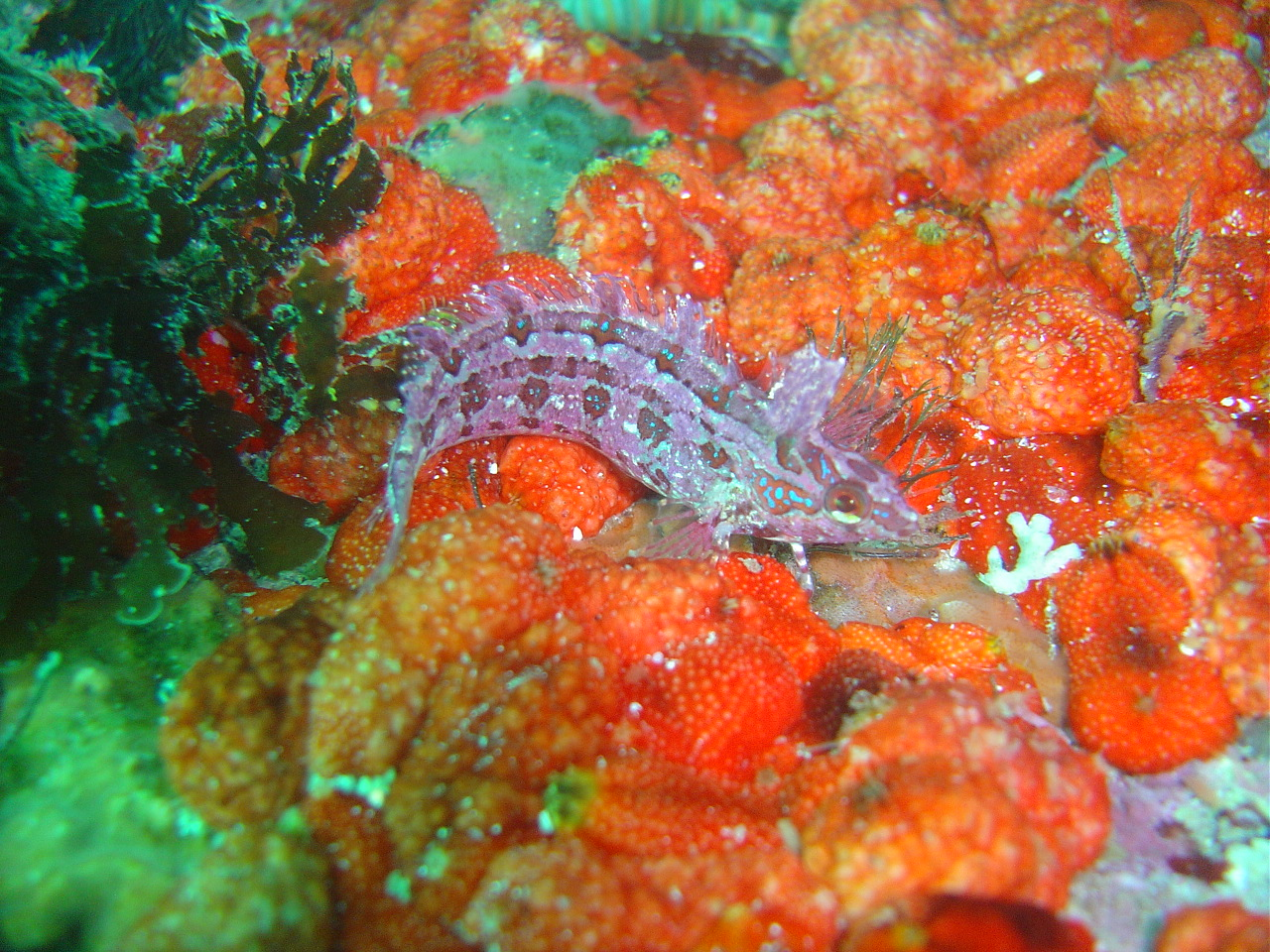
Pavoclinus caeruleopunctatus

  - Pavoclinus Smith, 1946Pavoclinus caeruleopunctatus
    - Pavoclinus caeruleopunctatus Zsilavecz, 2001
    - Pavoclinus graminis (Gilchrist & Thompson, 1908)
    - Pavoclinus laurentii (Gilchrist & Thompson, 1908)
    - Pavoclinus litorafontis Penrith, 1965
    - Pavoclinus mentalis (Gilchrist & Thompson, 1908)
    - Pavoclinus myae Christensen, 1978
    - Pavoclinus pavo (Gilchrist & Thompson, 1908)
    - Pavoclinus profundus Smith, 1961
    - Pavoclinus smalei Heemstra & Wright, 1986

  - Smithichthys Hubbs, 1952
    - Smithichthys fucorum (Gilchrist & Thompson, 1908)

  - Springeratus Shen, 1971Springeratus xanthosoma

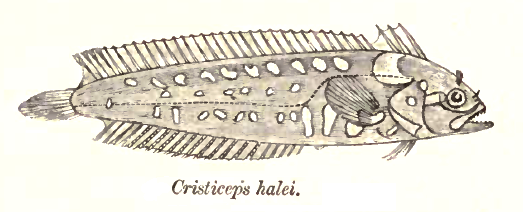
Springeratus xanthosoma

    - Springeratus caledonicus (Sauvage, 1874)
    - Springeratus polyporatus Fraser, 1972
    - Springeratus xanthosoma (Bleeker, 1857)

  - Xenopoclinus Smith, 1948
    - Xenopoclinus kochi Smith, 1948
    - Xenopoclinus leprosus Smith, 1961
- Tribus Myxodini
  - Clinitrachus Swainson, 1839
    - Clinitrachus argentatus (Risso, 1810)

  - Gibbonsia Cooper, 1864Gibbonsia montereyensis

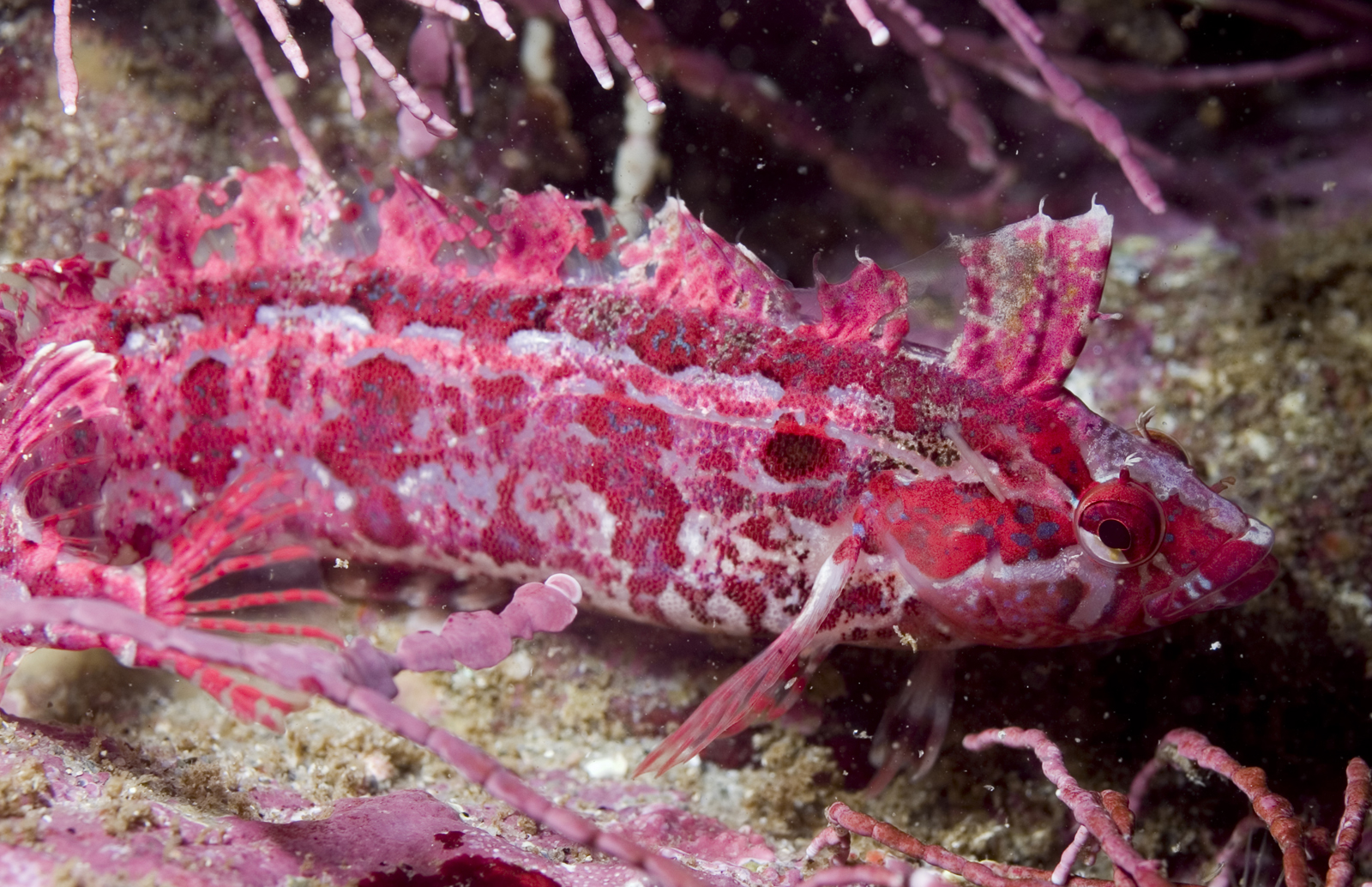
Gibbonsia montereyensis

    - Gibbonsia elegans (Cooper, 1864)
    - Gibbonsia evides (Jordan & Gilbert, 1883)
    - Gibbonsia metzi Hubbs, 1927
    - Gibbonsia montereyensis Hubbs, 1927

  - Heterostichus Girard, 1854Heterostichus rostratus

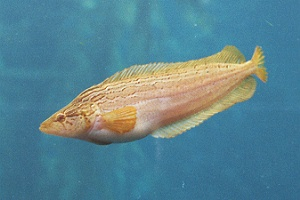
Heterostichus rostratus

    - Heterostichus rostratus Girard, 1854

  - Myxodes Cuvier, 1829
    - Myxodes cristatus Valenciennes, 1836
    - Myxodes ornatus Stephens & Springer, 1974
    - Myxodes viridis Valenciennes, 1836

  - Ribeiroclinus Pinto, 1965
    - Ribeiroclinus eigenmanni (Jordan, 1888)
- Tribus Ophiclinini
  - Ophiclinops Whitley, 1932
    - Ophiclinops hutchinsi George & Springer, 1980
    - Ophiclinops pardalis (McCulloch & Waite, 1918)
    - Ophiclinops varius (McCulloch & Waite, 1918)

  - Ophiclinus Castelnau, 1872
    - Ophiclinus antarcticus Castelnau, 1872
    - Ophiclinus brevipinnis George & Springer, 1980
    - Ophiclinus gabrieli Waite, 1906
    - Ophiclinus gracilis Waite, 1906
    - Ophiclinus ningulus George & Springer, 1980
    - Ophiclinus pectoralis George & Springer, 1980

  - Peronedys Steindachner, 1884Peronedys anguillaris

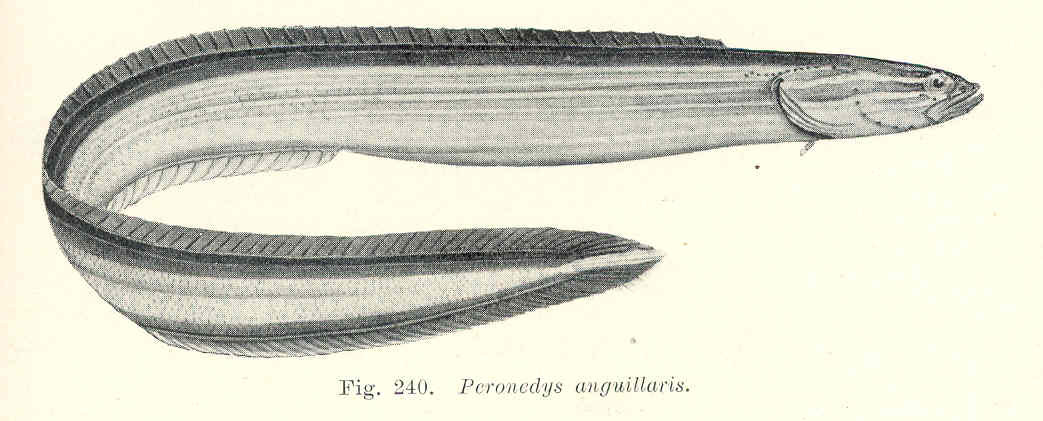
Peronedys anguillaris

    - Peronedys anguillaris Steindachner, 1883

  - Sticharium Günther, 1867
    - Sticharium clarkae George & Springer, 1980
    - Sticharium dorsale Günther, 1867